# 坎门验潮所
坎门验潮所，又名坎门海洋环境监测站，位于中华人民共和国浙江省玉环市坎门街道的灯塔社区平石岙内，是一座以观测海潮数据为主要工作的科研机构。该验潮所于1928年设计和选址，1929年正式动工建设，1930年初步建成并投入使用至今，是由中国自主选址、设计和建造的第一座验潮所。该验潮所测定出了“坎门零点”，并由此测出了“坎门高程”，这成为了中国测量海拔高度的重要数据。2010年，坎门验潮所旧址被列为全国百大文物发现之一。此后坎门验潮所旧址被先后列为浙江省文物保护单位和全国重点文物保护单位。

## 历史
鸦片战争之后，西方国家在中国沿海建立了多个验潮机构。20世纪20年代末，南京国民政府决定建造一座验潮机构。该机构由时任浙江省陆军测量局三角科长的天文学家、测绘学家曹谟于1928年在台州选址并设计:350。1929年1月，相关建设经费获批，当年6月11日国民政府陆地测量总局正式兴建该验潮所，是为坎门验潮所，即中国自行选址、设计和建造的第一座验潮所。坎门验潮所于1930年基本建成，同年5月正式开始验取潮汐数据:182。为了测定更加准确，验潮所内建立起了回澜闸，方便记录潮水数据:59-60。1932年1月，运行了16个月的验潮井因海水侵蚀而崩塌，随后验潮所方面花费2个月修建了更为坚固的钢筋混凝土的验潮井。1933年，坎门验潮所测定了确定了海拔零点，即“坎门零点”，为此坎门验潮所专门在玉环岛上建立了水准点，作为相关标识:59-60。1936年1月，“坎门高程”正式得以运用于军事测图等领域，并转交给浙江、江苏、江西、福建等17个省市使用:182。1939年，日军围攻坎门，坎门验潮所被迫荒废。1948年，国防部测量局曾准备将坎门高程作为全国大地的法定起算面，但该计划随中華民國政府迁台而搁浅。1930年至1947年的所有测量数据也被中華民國政府一并带至台湾。
中华人民共和国成立时，坎门验潮所仅剩验潮房，验潮仪已经不知去向。1953年，中国人民解放军海军东海区海道测量处接管了该所。此后坎门高程被运用于军事、海洋、测绘、港口工程、基础科学的研究:351。1958年，坎门验潮所正式更名为海洋坎门站。1959年，中华人民共和国政府将坎门高程向全世界公布。此后，坎门验潮所成为国际海洋水文气象资料交换站:182。2001年6月，国家海洋局为坎门验潮所拨款添置了现代化的观测设备:59，并重修了验潮房。2008年的第三次全国文物普查中，坎门验潮所旧址被确定为不可移动文物。经浙江省文物局考察后，坎门验潮所的保护范围和控制建设地带得以初步确认:390。2010年，坎门验潮所被国家文物局列为全国百大重大文物新发现之一，同年6月坎门验潮所被以“坎门海洋环境监测站”一名列入浙江省科普教育基地。2011年，坎门验潮所被列为浙江省文物保护单位。2013年，坎门验潮所旧址被列为全国重点文物保护单位。

## 结构
坎门验潮所位于玉环市坎门街道灯塔社区平石岙（又称鲳鱼岙）:060
，东南方向有一条山脊，成为了验潮井的天然防波堤。验潮所的核心建筑为验潮井，该验潮井利用天然的冲蚀海沟建成，钢筋混凝土结构，基本为1932年的原貌。验潮井上方建有验潮房，为长3.3米、宽2.9米的单层房屋。该房屋横跨海沟，其内还有其他的验潮设施。验潮井西南16米处建有让海水平稳进出验潮井的回澜闸，该闸共建有三道挡浪墙，底部有容纳潮流通过的通道，最外侧的挡浪墙顶部镶嵌有雕刻“迴澜闸”字样的石板。验潮房东北18米的基岩上建有一个水准原点，该点用天然岩石雕刻而成，上下可分长14厘米、宽13厘米的基座，和直径8厘米的半球体两个部分。水准原点西北侧17米的位置建有一个参考水准点，其中基座长16.5厘米，宽16厘米；直径为9厘米。